# Sivas (film)
Sivas – turecko-niemiecki film fabularny z 2014 w reżyserii Kaana Müjdeciego.

## Opis fabuły
Akcja filmu rozgrywa się współcześnie w Anatolii. 11-letni Aslan nie otrzymuje roli księcia w szkolnym przedstawieniu Śpiącej Królewny bo pochodzi z ubogiej rodziny. Czuje się zawiedziony decyzją nauczyciela, tym bardziej, że rolę otrzymał znienawidzony przez niego Osman. Pociechą dla Aslana staje się przygarnięty ranny pies pasterski o imieniu Sivas. Pies został porzucony po tym, jak przegrał walkę z innym psem. Aslan chce zaimponować psem Ayşe, która mu się podoba, ale z czasem zaczyna planować walkę swojego psa z psem swojego szkolnego kolegi.

## Obsada
- Çakır jako Sivas
- Doğan İzci jako Aslan
- Hasan Özdemir jako Hasan
- Ezgi Ergin jako Ayşe
- Furkan Uyar jako Osman
- Ozan Çelik jako Şahin
- Banu Fotocan jako matka
- Hasan Yazılıtılaş jako ojciec
- Okan Avcı jako nauczyciel

## Nagrody i wyróżnienia
- MFF w Abu Zabi
  - nagroda Child Protection Award dla filmu
  - nagroda New Horizons Competition dla Doğana İzciego
- Festiwal Filmowy w Antalyi
  - specjalna nagroda jury dla Doğana İzciego
  - Złota Pomarańcza za montaż (Jorgos Mawropsaridis)
- Nagrody Stowarzyszenia Tureckich Krytyków Filmowych (SIYAD)
  - dla filmu
  - dla reżysera
  - za scenariusz oryginalny
  - za montaż
- 71. MFF w Wenecji
  - nagroda Bisato d’Oro dla Doğana Izciego

Film został wyselekcjonowany jako turecki kandydat do nagrody Amerykańskiej Akademii Filmowej w kategorii najlepszy film nieanglojęzyczny, ale nie uzyskał nominacji.